# エレオノーラ・ディ・トレドと息子ジョヴァンニ
『エレオノーラ・ディ・トレドと息子ジョヴァンニ』 (エレオノーラ・ディ・トレドとむすこジョヴァンニ、伊: Eleonora di Toledo col figlio Giovanni） の肖像画は、ブロンズィーノとして知られるイタリアの芸術家アーニョロ・ディ・コジモによる絵画で、約1年で1545年頃完成した。 画家の最も有名な作品の1つであり、イタリアのフィレンツェにあるウフィツィ美術館に収蔵されており、マニエリスムの肖像画の傑出した例の1つと見なされている。

## 概要
この絵は、ナポリ副王トレド公の王女であり、トスカーナ大公コジモ1世の妻エレオノーラ・ディ・トレド が、息子の1人の肩に手を置いて座っている様子を描いている。この仕草と、ドレスのザクロのモチーフは、母親としての彼女の役割を表している。エレオノーラは黒のアラベスクをあしらった錦織のドレスを着ており、ルネサンスの理想的な女性として描かれている。この絵は、統治者の後継者を含む最初の知られている国家委嘱の肖像画である。コジモ1世は子供を含めることによって、彼の規則が公国に安定をもたらすことを暗示したかったのである。
子供は、エレノオノーラの息子フランチェスコ（1541年生まれ）、ジョヴァンニ（1543年生まれ）、ガルツィア (1547年生まれ）のいずれかであると、さまざまに見なされている。後者の場合、肖像画の日付は1550〜53年頃でなければならないが、現在、制作年は通常「1545年頃」とされている。1545年というのは、ブロンズィーノの様式の発展の調査に基づいており、そうするとジョヴァンニを示唆するのである。
この肖像画は「冷たい」と呼ばれ、エレオノーラの母国スペイン宮廷の厳粛な形式を反映しており、母と子の肖像画に通常予想される温かさはない。そのような距離感は、マニエリスム派が自然主義を拒絶する典型的なものである。 逆に、エレオノーラの精巧な錦織のベルベット製ガウンは、riccio sopra riccio と呼ばれるスタイルの、金の横糸ループの大量の円環効果で、丹念に複製されている。この絵はおそらく、16世紀の最初の困難な数年間に人気が落ち、コジモ1世の治世に復活した、フィレンツェの絹産業の広告塔である。宝石とタッセル付きのビーズで飾られた貴重な金の帯は、金細工職人ベンヴェヌート・チェッリーニによって作られた可能性がある。

## 衣服

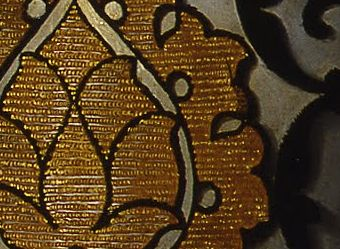
錦織のベルベットのディテール。

エレオノーラは、首と袖のフリルに黒い細工の刺繍の細い帯でトリミングされたカミサ、またはリネンのスモックの上にフォーマルなガウンを着て描かれている。ブロンズィーノの絵は、白いサテンの地に金で包まれた糸と黒いパイルのアラベスクのループで、ガウンの錦織の絹ベルベット生地の立体感を捉えている。そのような豊かな織物で作られた服は、公式の行事のために限定されており、ベルベットとサテンの無地のガウンを特徴とするエレオノーラの日常のワードローブの典型ではなかった。
エレオノーラの遺体が19世紀に掘り返されたとき、彼女が肖像画と同じドレスで埋葬されたと結論付ける人もいた。ほぼ同一のヘアネットがこの混乱を引き起こした可能性がある。しかし、最近の研究によると、彼女は真っ赤なベルベットの胴着の上にあるはるかにシンプルな白いサテンのガウンで埋葬されていた（そして、おそらく現存していない一致するペチコートとともに） 。長く複雑な修復の後、元の衣服は保存され、詳細な再構成がフィレンツェのピッティ宮殿の衣類ギャラリーに展示されている。オリジナルの衣服は非常に傷んでいて、一般に公開することはできない。